# Joel Adolphson
Carl Joel Adolphson, född 26 mars 1992 i Täby, är en svensk skådespelare, komiker och Youtuber. Tillsammans med sina två kusiner Victor Beer och Emil Ejdemo Beer driver han humorgruppen I Just Want To Be Cool.
Adolphson spelade Ernst Colt i 2020 års julkalender Mirakel, och är medverkande producent och skådespelare i SVT:s barnserie Skolan.
2023 medverkade Adolphson i musikalen Från Aladdin till Elsa. 2024 var han även med  i den svenska premiären av Dear Evan Hansen.
4 maj 2024 gifte sig Joel Adolphson med Isa Forsander.
Adolphson var under sommaren 2025 Sommarskuggan i SVT:s program Sommarlov.

## Filmografi
- 2020 – Mirakel (TV-serie)
- 2020 – Spooky's (TV-serie)
- 2025 – Bert sabbar allt

## Teater

### Roller (ej komplett)
| År   | Roll           | Produktion                                                   | Regi         | Teater  |
| ---- | -------------- | ------------------------------------------------------------ | ------------ | ------- |
| 2023 |                | Från Aladdin till Elsa                                       | Åsa Engman   | Turné   |
| 2025 | Jared Kleinman | Dear Evan Hansen Steven Levenson, Benj Pasek och Justin Paul | Markus Virta | Intiman |